# Axel Bassani
Axel Bassani (Feltre, 24 de julho de 1999) é um motociclista italiano, atualmente compete na Moto2 pela Speed Up Racing. 

## Carreira
Axel Bassani fez sua estreia na Moto2 em 2016. com a Kawasaki. 